# Draft 1963 de la NBA
1962 1964
La draft 1963 de la NBA est la 17e draft de la National Basketball Association (NBA), se déroulant en amont de la saison 1963-1964. Elle s'est tenue en deux temps, pour les 7 premiers tours le 30 avril 1963 et le 7 mai 1963 pour le reste de la sélection, à New York. Elle est organisée en 15 tours et 84 joueurs ont été sélectionnés,.
Lors de cette draft, 9 équipes de la NBA choisissent à tour de rôle des joueurs évoluant au basket-ball universitaire américain. Un joueur qui a terminé son cursus de quatre ans à l’université est admissible à la sélection. Si un joueur quitte l’université plus tôt, il n'est pas éligible pour la sélection jusqu’à ce qu'il ait obtenu son diplôme. Les deux premiers choix de la draft se décident entre les deux équipes arrivées dernières de leur division lors de la saison 1962-1963. Les équipes NBA avaient la possibilité, avant la draft, de sélectionner un joueur qui venait d'un lycée à moins de 80 kilomètres de la ville et abandonnèrent alors leur premier choix, il s'agit du territorial pick.
Les Zephyrs de Chicago sont délocalisés à Baltimore et deviennent les Bullets de Baltimore en amont de la draft. Les Nationals de Syracuse participent quant à eux à la draft, mais déménagent à Philadelphie afin de devenir les 76ers de Philadelphie juste avant le début de la saison régulière.
Art Heyman est le premier choix de cette draft, sélectionné par la franchise des Knicks de New York.
Pour la première fois dans l'histoire de la NBA, il s'agit d'un joueur sélectionné l'année précédente qui remporte le titre de NBA Rookie of the Year, en l'occurence pour la saison 1963-1964 c'est Jerry Lucas qui remporte la distinction, lui qui a été choisi lors de l'édition de 1962 en territorial pick.
Elle a vu l'intronisation de deux joueurs au sein du Basketball Hall of Fame, Nate Thurmond et Gus Johnson.

## Draft
| ^ | Signale un joueur qui a été intronisé au Basketball Hall of Fame                        |
| + | Signale un joueur qui a été sélectionné pour au moins un match annuel NBA All-Star Game |

### Territorial pick
| Rang | Joueur      | Nationalité | Équipe NBA           | Université/Lycée/Club |
| ---- | ----------- | ----------- | -------------------- | --------------------- |
| TP   | Tom Thacker | États-Unis  | Royals de Cincinnati | Cincinnati            |

### Premier tour
| Rang | Joueur           | Nationalité | Équipe NBA                | Université/Lycée/Club |
| ---- | ---------------- | ----------- | ------------------------- | --------------------- |
| 1    | Art Heyman       | États-Unis  | Knicks de New York        | Duke                  |
| 2    | Rod Thorn        | États-Unis  | Bullets de Baltimore      | West Virginia         |
| 3    | Nate Thurmond^   | États-Unis  | Warriors de San Francisco | Bowling Green         |
| 4    | Eddie Miles+     | États-Unis  | Pistons de Détroit        | Seattle               |
| 5    | Gerry Ward       | États-Unis  | Hawks de Saint-Louis      | Boston College Eagles |
| 6    | Tom Hoover       | États-Unis  | Nationals de Syracuse     | Villanova             |
| 7    | Roger Strickland | États-Unis  | Lakers de Los Angeles     | Jacksonville          |
| 8    | Bill Green       | États-Unis  | Celtics de Boston         | Colorado State        |

## Deuxième tour
| Rang | Joueur          | Nationalité | Équipe NBA                | Université/Lycée/Club |
| ---- | --------------- | ----------- | ------------------------- | --------------------- |
| 9    | Jerry Harkness  | États-Unis  | Knicks de New York        | Loyola (IL)           |
| 10   | Gus Johnson^    | États-Unis  | Bullets de Baltimore      | Idaho                 |
| 11   | Gary Hill       | États-Unis  | Warriors de San Francisco | Oklahoma City         |
| 12   | Jerry Smith     | États-Unis  | Pistons de Détroit        | Furman                |
| 13   | Jim King+       | États-Unis  | Lakers de Los Angeles     | Tulsa                 |
| 14   | Leland Mitchell | États-Unis  | Hawks de Saint-Louis      | Mississippi State     |
| 15   | Hershell West   | États-Unis  | Nationals de Syracuse     | Grambling             |
| 16   | Mel Gibson      | États-Unis  | Lakers de Los Angeles     | Western Carolina      |
| 17   | Ken Saylors     | États-Unis  | Hawks de Saint-Louis      | Arkansas Tech         |